# كورنيليوس هاوبتمان
كورنيليوس هاوبتمان (بالألمانية: Cornelius Hauptmann)‏ هو مغني أوبرا ومغني ألماني، ولد في 14 يونيو 1951 في شتوتغارت في ألمانيا.

## وصلات خارجية
- كورنيليوس هاوبتمان على موقع ميوزك برينز (الإنجليزية)
- كورنيليوس هاوبتمان على موقع أول ميوزيك (الإنجليزية)
- كورنيليوس هاوبتمان على موقع ديسكوغز (الإنجليزية)